# Tibor Sekelj
Tibor Sekelj, původně maďarsky Székely Tibor (14. února 1912 ve Spišské Sobotě v Rakousku-Uhersku – 20. září 1988 v Subotici v Jugoslávii, dnes Srbsko) byl jugoslávsko-chorvatský novinář, badatel, spisovatel, právník a esperantista. Zúčastnil se velkých výprav Jižní Amerikou, Afrikou a Asií. Jedna z amazonských řek, kterou objevil, se podle něj jmenuje Rio Tibor.

## Životopis
Otec Tibora Sekelje byl zvěrolékař a rodina se proto často stěhovala. Několik měsíců po Tiborově narození se usídlila v Cenei v dnešním Rumunsku, později roku 1922 v Kikindě (Кикинда) v srbské části Jugoslávie. Tam Tibor dokončil základní školu, načež se rodina přestěhovala do Nikšiće (Никшић) v Černé Hoře, kde vystudoval gymnázium. Již na střední škole nalezl zálibu v horolezectví a pěšky přešel celou Černou Horu.
Po studiích pracoval jako novinář v Záhřebu a roku 1939 vycestoval do Argentiny, aby podal zprávu o tamních jugoslávských emigrantech, ale nakonec tam zůstal 15 let a působil jako novinář a badatel. Roku 1944 vystoupil na Aconcaguu, nejvyšší vrchol Ameriky.
Jeho další výzkumné výpravy z let 1948 – 1949 směřovaly do nepříliš známých oblastí brazilských deštných pralesů. Během této cesty se setkal s kanibalským kmenem Tupariů, se kterými 4 měsíce pobýval.
Společně s výzkumnými zeměpisnými výpravami se Sekelj zabýval také archeologií a antropologií. V Guatemale studoval civilizaci Májů, stejně jako v Mexiku, a kulturu Inků v Peru. Jen na základě legend objevil staré světlé město postavené méně civilizovanými Indiány. Při cestě do Amazonie využil svých dřívějších zkušeností a podařilo se mu s expedicí přejít Řeku Smrti, projít územím bojovného národa Šavanů a posbírat mnoho užitečných zeměpisných údajů o této oblasti.
Roku 1954 se Sekejl vrátil zpět do Jugoslávie; i poté ale hodně cestoval. V březnu 1962 se vydal na roční cestu po Africe. Vystoupil na Kilimandžáro, nejvyšší vrchol Afriky.
Během svého života se zabýval mnohými různými činnostmi. Byl badatelem, spisovatelem, archeologem, malířem, sochařem, režisérem i novinářem. Používal na dvacet různých jazyků, z nichž deseti dobře mluvil. Mezi ty patřily kromě jeho domácích maďarštiny a chorvatštiny také němčina, španělština, angličtina, francouzština a esperanto.
V roce 1972 se usadil v Subotici (Vojvodina), kde setrval až do konce svého života a pracoval jako ředitel muzea.
Jeho ženou byla Erzsébet Sekelj.

## Dílo
- TEMPESTO SUPER AKONKAGVO, NEPALO MALFERMAS LA PORDON, TRA LANDO DE INDIANOJ, MONDO DE TRAVIVAĴOJ, KAMEŬAŬA, LA FILO DE ĜAN-GALO. Jsou to vyprávění z exotických zemí pěti světadílů se zajímavými pozorováními mravů, umění a etnografie. Většina jeho děl byla přeložena do dalších jazyků.

## Původní novely
- PREMIITAJ KAJ ALIAJ NOVELOJ, ELPAFU LA SAGON, POEMARO TRIAMONDA